# Take It Back (The Qemists)
Take It Back è un singolo del gruppo musicale britannico The Qemists, il quarto estratto dal loro secondo album in studio Spirit in the System, pubblicato il 4 aprile 2011.
Il brano vede la collaborazione del gruppo electronicore Enter Shikari.

## Video musicale
Il video ufficiale del brano, pubblicato il 24 febbraio 2011 sul canale YouTube degli Enter Shikari, è stato diretto da Stuart Birchall.

## Tracce
1. Take It Back (feat. Enter Shikari) – 4:20
2. Take It Back (feat. Enter Shikari) (The Prototypes Remix) – 4:35
3. Take It Back (feat. Enter Shikari) (VIP Remix) – 4:59
4. Dirty Words (feat. Matt Rose & Bruno Balanta) (VIP Remix) – 4:15

Traccia bonus nella versione iTunes
1. Take It Back (Video) – 3:52